# 熊本県立天草工業高等学校
熊本県立天草工業高等学校（くまもとけんりつ あまくさこうぎょう こうとうがっこう）は熊本県天草市亀場町亀川に所在する高等学校。

## 設置学科
- 全日制
  - 機械科
  - 電気科
  - 土木科
  - 情報技術科

## 沿革
- 1962年（昭和37年） 設立認可、機械科・電気科・土木科の3科各1学級設立
- 1963年（昭和38年） 本渡市立本渡中学校の一部を仮校舎として開校
- 1964年（昭和39年） 新校舎に移転
- 1994年（平成6年） 情報技術科を新設
- 2011年（平成23年）
  - ソフトテニス部、インターハイ出場
  - 吹奏楽部、熊本県吹奏楽コンクール金賞受賞
- 2012年（平成24年）
  - 創立50周年記念式典を挙行
  - 野球部、全国高等学校野球選手権記念熊本大会、26年ぶりベスト８
- 2013年（平成25年）
  - 管理教室等：各教室に冷暖房設備を設置
  - ソフトボール部、インターハイ出場
- 2022年（令和4年）
  - 創立60周年記念体育祭、文化祭を実施

## 部活動

### 運動部
- 陸上競技部
- ソフトテニス部
- 卓球部
- 野球部
- 剣道部
- 弓道部
- バレーボール部
- バスケットボール部
- ハンドボール部
- サッカー部
- ソフトボール部
- バドミントン部
- 水泳部
- ボクシング部
- テニス部

### 文化部
- 芸術倶楽部
- 吹奏楽部
- 電子工作部
- 機械倶楽部
- 食物同好会
- 建設倶楽部
- インターアクトクラブ

## くまもとアートポリス
- 実習棟・体育館はくまもとアートポリス事業参加施設である。
  - 竣工：1998年3月
  - 設計者：室伏次郎+SDA建築設計事務所

## 著名な卒業生
- おたこぷー - お笑い芸人（プー&ムー）
- 福島善成 - タレント（ガリットチュウ）